# Milhostovské mofety
Milhostovské mofety je přírodní památka v okrese Cheb přibližně 1,2 km východně od obce Vlkovice, 1,2 km jižně od obce Milhostov. Výměra je 0,24 ha, včetně ochranného pásma 7,39 ha. Důvodem ochrany je skupina sirouhličitých plynných výronů. Péčí o území je pověřena správa CHKO Slavkovský les.

## Přírodní poměry
Horninové podloží území tvoří amfibolity mariánskolázeňského metabazitového komplexu. Výstupní cesty plynu tvoří pukliny vzniklé pohybem starších zlomů a na ně kolmých zlomů vytvořených vulkanickou činností Podhorního vrchu. Přírodní památka se nachází v podmáčené údolní nivě Jilmového potoka. Celé území pokrývá olšový luh. V okolí mofet kvetou na jaře porosty prvosenky vyšší (Primula elatior) a sasanky hajní (Anemone nemorosa). 
Mofety působí jako přírodní pasti – v mofetových kráterech jsou běžné nálezy uhynulých drobných hlodavců a brouků. 